# Пантелија Дакић
Пантелија Дакић (Подгорја, Мркоњић Град, 20. септембар 1946 — Бања Лука, 11. мај 2017) био је генерални директор Електропривреде Републике Српске, редовни професор на бањалучком универзитету, стални члан АНУРС. и предсједник Шаховског савеза Републике Српске. 
Дипломирао је на Машинском факултету у Сарајеву 1972. године, магистрирао 1977. и докторирао 1980. године.у Загребу
Пантелија Дакић био је редовни професор на Машинском факултету у Бањој Луци, на предмету производно машинство. Од 2003. до 2007. је био генерални директор Електропривреде Републике Српске . Као генерални директор ове компаније, добио је признање за најбољег привредника БиХ у 2006. години. Био је експерт Агенције за развој високог образовања и обезбјеђивање квалитета Босне и Херцеговине.
У Бараћима је 2009. представио своју књигу под називом „Сага од Подгорије до Чикага“.
Преминуо је 11. маја 2017. године у Бањој Луци, након краће болести.